# آننباس

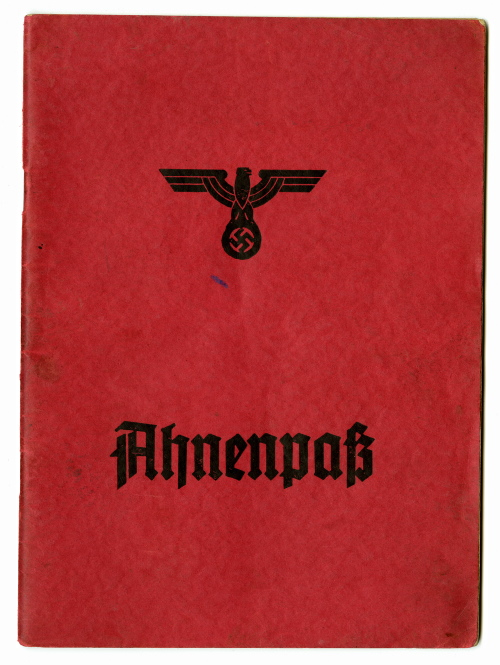
الصفحة الأولى من Ahnenpass

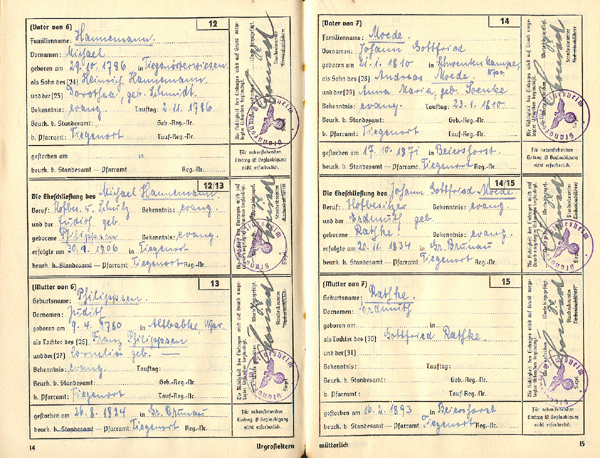
صفحات من Ahnenpass

الآننباس (حرفيًا: جواز الأسلاف) كان واحدًا من أشكال شهادة الآرية (Ariernachweis) الصادرة عن «جمعية الرايخ لأمناء السجل في ألمانيا» (Reichsverband der Standesbeamten in Deutschland e. V.).
تم استخدام المصطلح الآري في هذا السياق بمعنى مقبول على نطاق واسع في العنصرية العلمية في ذلك الوقت، والذي افترض أنه عرق قوقازي مقسم إلى أقسام فرعية للسامية والحامية والآرية (الجابكية)، وهذا الأخير يتوافق مع اللغة عائلة الهندية الأوروبية؛ حصرت الإيديولوجية النازية فئة الآرية في مجموعات فرعية معينة، مع استبعاد السلاف غير الآريين. ومع ذلك، كان الهدف الأساسي بحكم الواقع هو إنشاء ملفات تعريف واسعة النطاق على أساس البيانات العرقية.
لم يكن التحقيق في النسب أمرًا إلزاميًا لأنه كان مهمة كبرى للبحث في الوثائق الأصلية للولادة والزواج. بدأ العديد من أتباع النازية بالفعل في البحث عن نسبهم حتى قبل أن يتطلب القانون ذلك (بعد فترة وجيزة من تولي الحزب النازي السلطة في 30 يناير 1933).
هؤلاء البولنديون والتشيكيون وغيرهم من الأقليات الألمانية الذين يحملون جنسية دول أخرى كانوا معروفين أيضًا باسم فولكس دويتشه. لم يُعتبر البولنديون الإثنيون (غير الألمان) والتشيك وغيرهم من السلاف الآريين من قبل ألمانيا النازية                اعتبر تعريف الآريين الذي تضمن جميع الأوروبيين غير اليهود من قبل النازيين، وضم المستشار المستشار للسكان والسياسة العنصرية تعريفا يعرّف الآريين بأنه شخص «قبليًا» متعلق بـ«الدم الألماني» 

اتبع مرسوم التنفيذ الاتجاه الذي كان قبل النازيين الموجود في الفقرة الآرية  وقرأ في الجزء ذي الصلة ما يلي: 
 تم توسيع الحقول القابلة للتطبيق في وقت لاحق بموجب قوانين مختلفة لتشمل المحامين والمعلمين والأطباء وأخيراً تتطلب سلالة آرية مثبتة حتى للالتحاق بالمدرسة الثانوية أو الزواج. عادة، تم التحقيق في سلالة جيلين مرة أخرى. كلف Ahnenpass 0.6 رايخ مارك.
لم يكن Ahnenpass سجلًا عامًا؛ تم عرض المستند عند الاقتضاء وإعادته إلى حامله.
نتيجة لذلك، ازدهرت أبحاث الأنساب بشكل خاص في ألمانيا خلال الرايخ الثالث. ساعد رجال الدين المعارضون العديد من الأفراد الذين تعرضوا للاضطهاد العنصري من خلال تزويدهم بجوازات سفر مزيفة كوثيقة شخصية ضرورية للبقاء على قيد الحياة.